# Sara-Kawa
Sara-Kawa est une petite ville du Togo.

## Géographie
Sara-Kawa est situé à environ 40 km de Kara, dans la région de la Kara au Togo

## Vie économique
- Marché traditionnel

## Histoire
Le 24 janvier 1974 se produit la catastrophe aérienne de Sarakawa, dont réchappe le président Gnassingbé Eyadéma. Cet accident aérien est l'élément déclencheur d'une nationalisation des mines de phosphate, auparavant largement détenues par des capitaux français.

## Lieux publics
- École primaire

## Tourisme
- Sarakawa